# Eurytoma studiosa
Eurytoma studiosa är en stekelart som beskrevs av Thomas Say 1836. Eurytoma studiosa ingår i släktet Eurytoma och familjen kragglanssteklar. Inga underarter finns listade i Catalogue of Life.